# The Broken Ties
The Broken Ties est un film muet américain réalisé par Allan Dwan et sorti en 1912.

## Synopsis
Jack Nelson et son père sont très unis, mais ce dernier rencontre une veuve qui souhaite l'épouser. À peine installée dans son nouveau domicile, la jeune mariée commence à se montrer déplaisante envers Jack.

## Fiche technique
- Réalisation : Allan Dwan
- Date de sortie : États-Unis : 7 mars 1912

## Distribution
- J. Warren Kerrigan : Jack Nelson